# Zrcadlový obraz (povídka)
Zrcadlový obraz (jiným názvem též Asymetrie, anglicky „Mirror Image“) je sci-fi povídka spisovatele Isaaca Asimova ze série o robotech.
Vyšla v květnu 1972 v časopise Analog Science Fiction and Fact. Byla následně zařazena do sbírek  The Best of Isaac Asimov (1973), The Complete Robot (1982), Robot Visions (1990) a  The Complete Stories, Volume 2 (1992). Česky vyšla např. ve sbírce Robohistorie I. (2004).
Isaac Asimov napsal tuto krátkou vědeckofantastickou povídku s detektivní zápletkou poté, co jej fanoušci žádali o pokračování jeho románů ze série o robotech Ocelové jeskyně a Nahé slunce. „Zrcadlový obraz“ na romány navazuje , představí se zde opět populární postavy - pozemský detektiv Elijáš Baley a jeho robotický kolega R. Daneel Olivaw. Baley musí vyřešit spor mezi dvěma matematiky cestujícími kosmickou lodí na vědeckou konferenci. Po vydání povídky obdržel autor řadu dopisů od čtenářů, kteří psali: „Děkujeme, ale chtěli jsme další román.“

## Postavy
- Elijáš Baley - pozemský detektiv
- R. Daneel Olivaw - aurorský robot
- Alfred Barr Humboldt - věhlasný vesmířanský matematik
- Gennao Sabbat - mladý vesmířanský matematik
- R. Preston - robot A. B. Humboldta
- R. Idda - robot G. Sabbata

## Děj
Elijáš Baley je nečekaně kontaktován jeho přítelem a kolegou při vyšetřováních R. Daneelem Olivawem, aby mu pomohl s řešením zamotaného sporu mezi dvěma matematiky A. B. Humboldtem a G. Sabbatem. R. Daneel navrhl kapitánu kosmické lodi Eta Carinae konzultaci s Baleym, neboť ten je znám jako úspěšný detektiv a kapitán chce udržet delikátní situaci v tajnosti. R. Daneel informuje Baleyho o pozadí sporu. Každý z matematiků se snaží zničit vědeckou reputaci toho druhého, přičemž tvrdí přesný opak verze svého oponenta. Humboldt deklaruje, že přišel na novou analýzu a svěřil se s ní Sabbatovi, Sabbat tvrdí totéž. V jejich vyhlášeních je podporují i osobní roboti - Humboldtův R. Preston a Sabbatův R. Idda. Opět každý z nich zastává zrcadlově obrácenou verzi. Je jisté, že někdo z matematiků lže a přikázal svému robotovi lhát také. Baley využije znalosti tří zákonů robotiky a své intuice a velmi umně položenými otázkami oběma robotům se dopídí pravdy. R. Preston přitom znehybní, čímž se potvrdí, že byl přinucen lhát. Baley však sázel ještě na jednu domněnku, nedovedl si představit, že by se slavný a protřelý matematik šel poradit s mladým začínajícím vědcem, zatímco představa mladého matematika nastupujícího svou kariéru, jak se jde poradit za zkušeným kolegou není tak nevěrohodná. Jeho dedukce se ukáže správná, Humboldt se přizná, že si chtěl ještě jednou prožít okamžiky slávy.

## Česká vydání
Česky vyšla povídka v následujících sbírkách nebo antologiích:
Pod názvem Zrcadlový obraz:
- Robohistorie I. (Triton, 2004) [1]
- Vize robotů (Knižní klub, 1994)[4]
- Mluvící kámen (AF 167, 1992)

Pod názvem Asymetrie:
- 23x Asimov (SFK Winston Praha 1989, fanbook)